# Theodor Nauman
Theodor Nauman, född 7 december 1885 i Stockholm, död 6 februari 1947 i Stockholm, var en svensk vattenpolospelare.
Han blev olympisk bronsmedaljör 1920.